# Daoshi
Il daoshi (道士, lett. "maestro del Tao") è un sacerdote ordinato del Taoismo. Ha il compito di insegnare i principi contenuti nel canone taoista e celebrare i rituali religiosi. In lingua cinese, il termine daoshi è sinonimo di "taoista"; altrimenti detto, può dirsi "taoista" solo chi appartiene a uno degli innumerevoli ordini sacerdotali e monastici del Taoismo, mentre i credenti e le comunità di laici spesso guidate dai daoshi afferiscono alla cd. "religione del popolo cinese". Se donne, anche se tradizionalmente ricoprono un ruolo più marginale rispetto agli uomini, sono dette daogu (道姑, lett. "sorella del Tao").
Le scuole taoiste sono innumerevoli, ma al giorno d'oggi vengono convenzionalmente suddivise in due macro-categorie: ordini Quanzhen ("Piena Verità"), presente pressoché esclusivamente nel nord della Cina, i cui daoshi sono celibi, vegetariani, non bevono alcolici e vivono in comunità nei monasteri; e ordini Zhengyi ("Retta Unità"), i cui daoshi vivono per conto proprio e possono sposarsi, cibarsi di carni e bere moderatamente alcolici, celebrando i riti in un tempio (appartenente allo stato, all'Associazione taoista cinese, al proprio ordine o privato, oppure in case private) su commissione dell'ente politico o delle comunità, o su propria iniziativa. Questi daoshi del tipo Zhengyi spesso hanno un lavoro secondario ed esercitano l'attività religiosa a tempo parziale; sono presenti in tutta la Cina e vengono chiamati in modo diverso a seconda delle tradizioni locali; ad esempio, in alcune zone del nord della Cina sono chiamati "maestri dello yinyang" e utilizzano le scritture Lingbao.